# Copidosoma calligoni
Copidosoma calligoni är en stekelart som beskrevs av Svetlana N. Myartseva 1983. Copidosoma calligoni ingår i släktet Copidosoma och familjen sköldlussteklar.
Artens utbredningsområde är Uzbekistan. Inga underarter finns listade i Catalogue of Life.